# Tong Castle

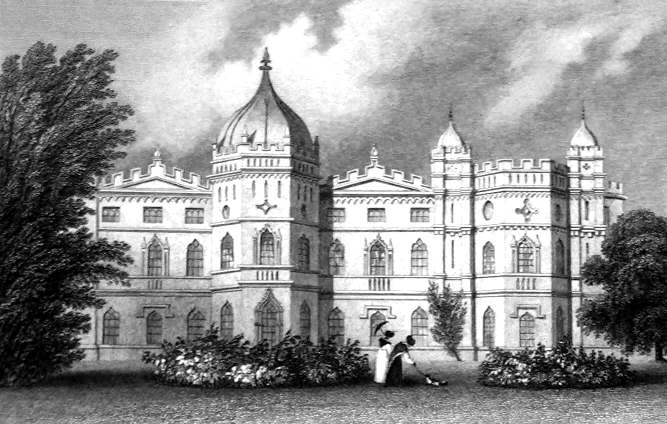
Tong Castle um 1850

Tong Castle war ein Landhaus zwischen Wolverhampton und Telford in der englischen Grafschaft Shropshire. Das große Haus war hauptsächlich in neugotischem Stil gehalten und stand in einem von Capability Brown gestalteten Landschaftspark anstelle einer mittelalterlichen Burg selben Namens.
Die ursprüngliche Burg wurde im 12. Jahrhundert erbaut. Im englischen Bürgerkrieg verteidigte sie William Careless und später George Mainwaring für König Karl I. Die erste Burg wurde 1765 abgerissen, nachdem George Durant das Anwesen gekauft hatte. Er ließ das hier vorgestellte Landhaus errichten.
Das Gebäude wurde sowohl als „architektonischer Mischling“ als auch schmeichelhafter als „das erste wirklich neugotische Bauwerk in Shropshire“ bezeichnet. Auch wenn es auf den ersten Blick einige Anomalien in der Konstruktion gibt, wie z. B. die Kielbogenkuppeln, die, obwohl in ihrer Form gotisch, doch eher nach englischer Renaissance riechen, so war das Haus doch eindeutig in Strawberry-Hill-Gotik, die von Horace Walpole populär gemacht wurde, gehalten.
Walpoles neugotisches Haus in Strawberry Hill wurde 1749 begonnen, 1760 erweitert und 1776 fertiggestellt. So machte die relativ frühe Bauzeit 1765 in diesem damals seltenen Baustil Tong Castle zu einem Bauwerk höchster architektonischer Klasse. Die zinnenbewehrten Türme und Ziergiebel in Verbindung mit den eben verglasten und nicht traditionell-gotisch bleiverglasten Fenstern, die von einem Kielbogen gekrönt werden, sind typisch für diesen Stil, ebenso wie die generösen Erker mit kreisrunden Fenstern und Kreuzmotiven in den oberen Stockwerken. Die spätere Neugotik im 19. Jahrhundert tendierte eher zur Kirchlichkeit und zur Melancholie mit dunklen Räumen, die von hohen Spitzbogenfenstern erhellt wurden, während die frühere Neugotik größere Fenster und Lebensfreude in der Konstruktion zeigte, die man in späteren Versionen dieses Stils nicht mehr fand.
1854 fiel das Haus von der Familie Durant an den Earl of Bradford. Der Earl gedachte nicht, in Tong Castle zu wohnen, erweiterte aber das Anwesen in der Fläche und verpachtete das Haus. 1911 wurde das Haus durch einen Brand beschädigt, blieb unrestauriert und verlor immer mehr seine strukturelle Stabilität. 1954 wurde es abgerissen. Über das Gelände verläuft heute die Autobahn M54.